# 大島てる
大島てる（おおしまてる）は、事故物件の情報提供ウェブサイト、およびそれを運営する日本の企業である。運営代表者の個人名としても使用される。

## 概要
「大島てる」という社名および代表者（本名：大島学）の変名は、学の祖母の名前から取られた。会社としての「大島てる」は、祖母が所有していた賃貸不動産の手数料の5％ - 10％ほどを仲介不動産業者が何もせずに取得することから、大島が不動産業への不信感を抱いた事をきっかけとして、仲介業者を介さない不動産賃貸業務を行う為に設立された。
起業当初は不動産の賃貸業務が中心であった。競売物件を格安で落札し、10個以上の不動産の賃貸収入で成り立っていた。当時は、敷金礼金0円、部屋のリフォームなどを自由に行い、家賃も5万円以内などの格安で、中国人やアフリカ人の留学生を中心に貸出を行っていた。しかし、賃貸不動産業務は徐々に縮小して所有不動産を売却、現在では賃貸不動産業務は行っていない。その後、不動産サイトの大島てるは事故物件サイトへと変貌していった。サイトは、当初対象地域を東京都内および近郊に設定していたが、現在は日本全国及び日本国外の一部まで広げている。 
情報は無料公開しており、サイトの広告及び大島てるのメディア出演などで収益を得ている。
株式会社大島てるの関連会社として大島ぬい事務所があり、船舶の売買を行っている（「株式会社大島てる」の現会長であり海事代理士でもある大島が兼務）。ただし、現在は船舶の売買や海事代理士業務は行っていない。

## ウェブサイト
事故物件情報サイト「大島てる」は2005年（平成17年）に開設された。サイト内の事故物件の定義は、殺人事件、自殺、火災などの事件・事故で死亡者の出た物件としており、対象となる物件（宿泊施設を含む）の住所や部屋番号、元入居者の死因を公開している。
情報発信を担うIT専門職と情報収集を担う担当者の常勤社員によって運営されており、常設の事務所はなく、多数の協力者に支えられている。
情報収集の手法としては、他殺の場合は新聞等のメディアで事件情報を収集、裁判を傍聴し、起訴状の公訴事実により、住所等を特定し、現地での聴きこみにより、裏付けを取る。自殺の場合は調査が難しい事から、サイト利用者等、外部からの情報提供により、独自取材を行なっている。
ただし、サイトに対しては「自殺に対する社会的偏見を助長している」「プライバシーの観点から問題がある」「デジタルタトゥーを生み出している」という指摘がある。実際に、自殺者の遺族がサイトやサイトを支持するユーザー、サイトから情報を得た近隣住民により苦しみ、転居を余儀無くされた例も報告されている。

## 人物
代表取締役会長の大島てる（本名：大島 学〈おおしま まなぶ〉）は、1978年（昭和53年）3月16日生まれ。東京都出身。父親は東京理科大学名誉教授の大島広行。アメリカとオーストラリアで3歳から7歳までを過ごす。小学校6年生の時、母が病死し、祖母に育てられる。1996年（平成8年）巣鴨高等学校卒業、駿台予備学校で1年間の浪人生活を送り、東京大学経済学部卒業後、コロンビア大学院に入学した。
大学院を中退するが、その理由として、経済学者は「いんちき」であると悟り、祖母の死後により、日本の賃貸不動産業界を強く変えたいという正義感から、経済学の道を捨て、日本の不動産の変革を決意したからだとしている。
なお、兵庫県知事の斎藤元彦は、大学時代の同窓生である。
フランス料理が好きで、フェンシングにハマっている。柔道経験者。
部屋で死体遺棄事件があったと「大島てる」に掲載された横浜市内のマンションの所有者から「掲載内容は事実無根で名誉毀損にあたる」と横浜地方裁判所に民事訴訟を提起され、当該情報の削除や謝罪広告などを求められた事もあるが、本人訴訟で勝訴した。判決確定後、原告のマンション所有者から「50万円払うから、情報を削除してくれ」と要求されたが、「内容が誤っているという指摘であれば、もちろん訂正するが、それ以外には応じない」との理由で断った。
事業内容の一つに「落選運動」を掲げていたが、「一応そう書いているだけです。仕事として成り立っているわけではない。」と説明し、この業務は休止すると発言した。

## メディア出演

### テレビ
- ダラケ! 〜お金を払ってでも見たいクイズ〜（BSスカパー、2019年6月6日）
- 怪談のシーハナ聞かせてよ。（エンタメ～テレ 第1期 47）
- 爆報! THE フライデー（TBS）
- それって!?実際どうなの課（中京テレビ）
- 巷のウワサ大検証!それって実際どうなの会（TBS）